# Марля

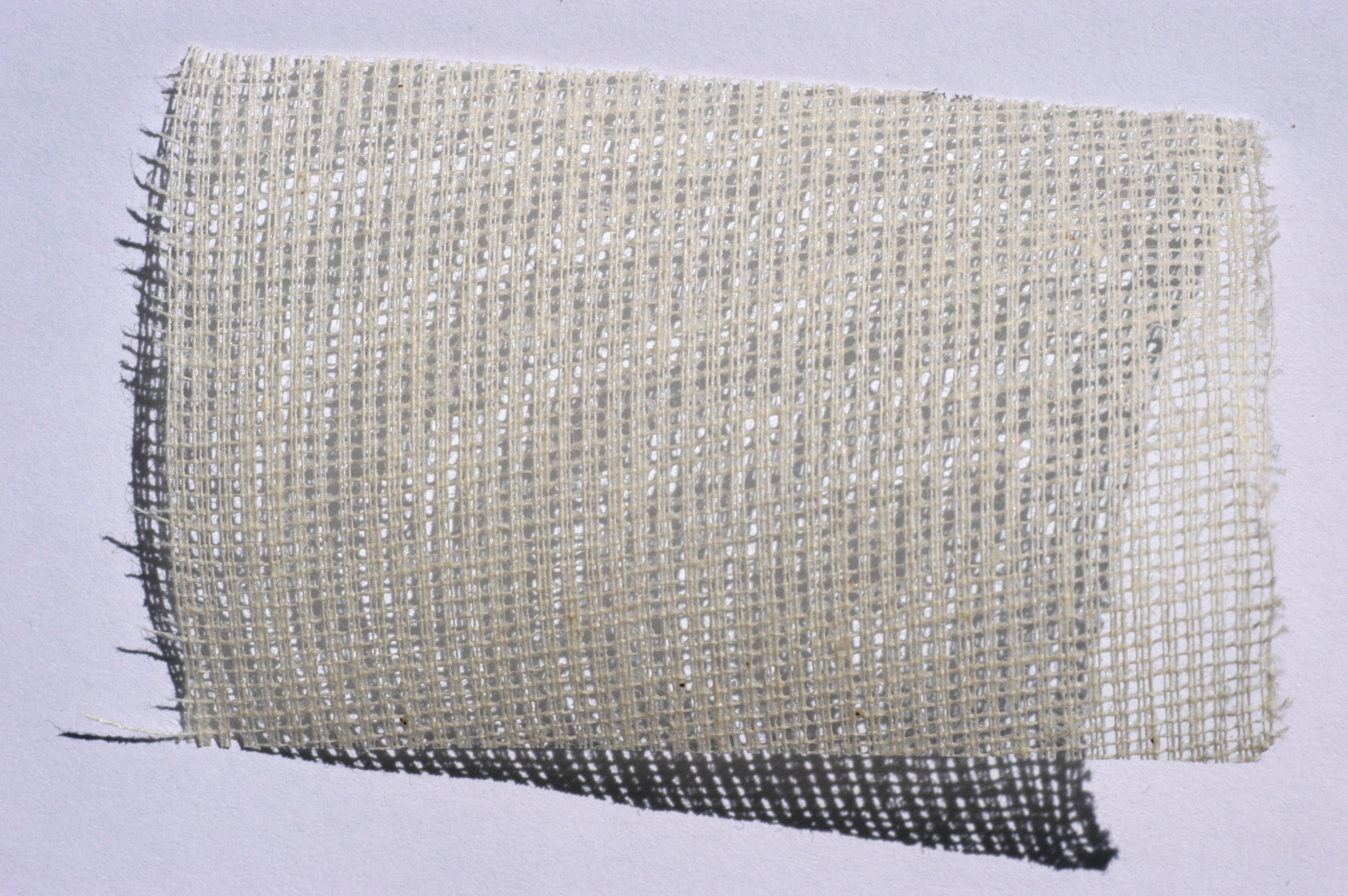
Груба марля

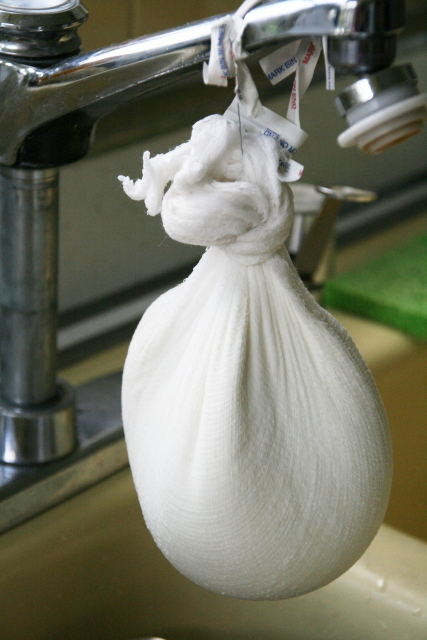
Кисломолочний сир в марлі.

Ма́рля (фр. marli від давнішого *merlis — «сорт вовняної тканини») — прозора і разом з тим легка бавовняна тканина. Прозорість і легкість цієї тканини досягається тим, що нитки не прилягають в марлі одна до одної впритул, як у звичайних тканинах, а відокремлюються більш-менш помітними проміжками. За способом вироблення марлю можна поділити на марлю тонку і марлю звичайну (підкладкову).

## Використання
Тонка марля, знежирена і вибілена особливим хімічним способом або оброблена карболовою кислотою називається гігроскопічна або карбонізована та застосовується для медичних цілей як перев'язувальний матеріал (для бинтів і т. ін.).
У теперішній час використовується в різних цілях, в тому числі медичних. При використанні як медичної пов'язки, марлю обирають з бавовни. Багато сучасних медичних перев'язувальних матеріалів покриті пористою пластиковою плівкою, яка запобігає прямому контакту і в подальшому зменшує адгезію до рани, а також може бути просякнута фармацевтичними речовинами для прискорення загоєння чи зупинки кровотечі. Марля використовується в палітурних роботах.
Марля звичайна, вибілена або пофарбована в різні кольори, вживається на підкладку до суконь, а особливо апретована (жорстка) йде як підкладка на жіночі капелюхи, платтяні подоли та інше. Також використовується для підклеювання географічних карт.